# Валь-Жоли (водохранилище)
Валь-Жоли́ (фр. Lac du Val-Joly) — водохранилище в департаменте Нор региона О-де-Франс на северо-востоке Франции, созданное на реке Гранд-Эльп. Также так называется база отдыха, расположенная на побережье.

## История
Строительство плотины проходило в 1966—1969 годах в долине реке Гранд-Эльп на высоте 175 м над уровнем моря. Находится в департаменте Нор близ города Эп-Соваж в 2 км от бельгийской границы. Извилистая форма 19-километровых берегов водохранилища объясняется конфигурацией долины, соответствующей старому руслу Гранд-Эльп и двум её местным притокам Орбе и Войон. Длина Валь-Жоли — около 3500 м, ширина — около 250 м в центре, это самый большой водоём в бывшем регионе Нор — Па-де-Кале и самый большой во Франции, расположенный к северу от Парижа.
С 2008 года парк Валь-Жоли стал туристическим курортом.

## Активности
Водохранилище предполагалось для тройной функции:
- резервуар для воды объёмом 4,5 млн м³, содержащий железобетонную плотину высотой 18 м и длиной 315 м, который регулирует поток Гранд-Эльп;
- запас воды, использовавшейся ранее для охлаждения бывшей теплоэлектростанции (EDF) в Пон-сюр-Санбр;
- водный объект для создания туристического курорта.

## Фауна
В Валь-Жоли обитают многочисленные виды рыб: уклейка, обыкновенный горчак, густера, лещ, подкаменщики, голавль, сазан, зеркальный карп, плотва, пескарь, обыкновенный подуст, усатый голец, окунь, краснопёрка, линь, кумжа, радужная форель, судак, сом, гольян. Некоторые из них (например, сом) являются видами, недавно внесёнными человеком. С целью любительского рыболовства водохранилище постоянно пополняется рыбой.
Два вида (обыкновенный подкаменщик и обыкновенный горчак) классифицируются как требующие сохранения.
Водохранилище также является местообитанием для некоторых пресноводных водных моллюсков, некоторые из которых типичны для крупных водоёмов (Valvata piscinalis, Pisidium nitidum), но в Валь-Жоли всё ещё сохраняется Sphaerium corneum, который считается типичным для проточных вод.
Наиболее распространёнными водными моллюсками в водохранилище являются (на 2000-е годы) два вида переднежаберных брюхоногих моллюсков семейства Bithyniidae: Bithynia tentaculata и Valvata piscinalis. Здесь также встречаются лёгочные улитки, такие как Planorbis planorbis, Acroloxus lacustris, Gyraulus crista и Physella acuta, и двустворчатые отряда Veneroida, такие как Pisidium supinum, Pisidium nitidum, Pisidium moitessierianum, Pisidium casertanum, Pisidium subtruncatum, Sphaerium corneum, Pisidium nitidum, Pisidium henslowanum и Musculum lacustre.